# Sadisfaction
Sadisfaction – pierwszy album zespołu Gregorian, wydany w 1991 roku.

## Lista utworów
1. "Watcha Gonna Do" - 4:03
2. "Once in a Lifetime" - 3:45
3. "So Sad" - 3:32
4. "Forever" - 3:07
5. "The Quiet Self" - 5:31
6. "Reflect" - 2:52
7. "Monastry" - 3:21
8. "Gonna Make You Mine" - 3:15
9. "You Take My Breath Away" - 4:28
10. "I Love You" - 3:29
11. "Why Did You Go (I Feel Sad)" - 3:46
12. "The Mission" - 3:15
13. "Depressions" - 2:57